# شوهان سفلي (مقاطعة إسلام آباد غرب)
شوهان سفلي (بالفارسية: شوهان سفلی) هي قرية تقع في كرمانشاه في إيران. يقدر عدد سكانها بـ 163 نسمة .